# Irmula spissipes
Irmula spissipes är en ringmaskart som beskrevs av Ehlers 1913. Irmula spissipes ingår i släktet Irmula och familjen Syllidae. Inga underarter finns listade i Catalogue of Life.